# 飛機襪
飛機襪（Airline socks或Flight socks）是針對長期飛行或需大量步行旅行者所使用的襪子，部份航空公司會於長途航班機上派發給旅客使用，因而有此別稱。
由於長途飛機會在低溫及低壓的高度飛行一段頗長的時間，於高空航程中長期待在低溫低壓環境並於狹小的機位久坐不動，即會造成身體血液循環功能下降，因此常見部份較敏感乘客會感到下肢腫漲，嚴重時甚至於無法穿著原本的鞋子。飛機襪始自於是航空公司送予乘客，讓他們可以脫掉鞋子穿在腳上，一方面可以用來保暖、二方面亦可以在飛機上走動時保持雙腳的潔淨；這一種襪是一種用完即棄的產品，但由於它的設計比較鬆身，而且質料較少引起敏感，不少人都愛把它保留，以待平日天氣轉冷時用來為腳部保暖。
近年飛機襪的勝行還有另一個原因：可以預防經濟艙症候群。一般旅行者會使用具有壓力值的飛機襪 (Compression Flight Socks)，能利用襪身漸進式放鬆壓力的原理幫助下肢血液順流回心臟，讓坐著的時候仍可維持正常血液流速，除了避免產生血栓風險，也能減少久坐時突然站立造成頭暈不適。旅行者選擇有壓力的飛機襪除了可以在航程中使用外，亦可以用於減輕大量步行運動後身體產生的酸脹負累。
有壓力值的飛機襪屬於保健襪的一種，與一般均壓型彈性襪或壓縮襪不同，需要使由醫材廠商製造，原理類似於醫療型預防靜脈曲張襪。